# 木干那
木干那（もくかんな、朝鮮語: 목간나、生没年不詳）は、『南斉書』に登場する百済の東城王代の将軍。大姓八族の一つである木氏出身の貴族。

## 人物
『南斉書』によると、490年に北魏軍が百済に侵攻したため、東城王は、解礼昆、沙法名、賛首流、木干那に命じて、北魏軍を迎撃したという。495年、この戦功により、木干那は、南斉皇帝より「広威将軍面中侯」の官爵を授けられたという。木干那が封ぜられた「面中侯」の「面中」は、全羅南道光州地域に比定されている。 

## 考証
北魏軍が黄海を渡海して百済本国を攻撃したとは考えにくいため、北魏軍による百済攻撃は、百済本国ではなく、遼西にあったという百済の「西百済」とみる見解がある。
ただし、『南斉書』に登場する「西百済」の存在自体が疑問視されている。